# أسعد أبوكلل الطائي
أسعد أبو جليل الطائي من مواليد 3 مارس 1952، كان يشغل منصب محافظ السابق لمدينة النجف في زمن المجلس الأعلى للثورة الإسلامية في العراق .  ويعمل حالياً رئيساً لدائرة أفريقيا في مقر وزارة الخارجية العراقية.  حصل على الجنسية الفنلندية لأنه وعائلته يعيشون هناك كلاجئين منذ تسعينيات القرن العشرين. 

## الزواج والاطفال
لديه سبعة أطفال.حسين الطائي هو الابن الأكبر. انتخب لعضوية البرلمان الفنلندي عام 2019 .